# 호웅간
호웅간(Houngan)은 아이티 부두교의 남성 사제다. 여자 사제는 맘보라고 한다.  호웅간은 호웅간 아소그웨(houngan asogwe)와 호웅간 수르 프웬(houngan sur pwen)으로 나뉘는데, 전자가 상급이다. 호웅간 아소그웨는 부두교 사제들 중 가장 높은 이들이며, 다른 사제들을 임명할 권한을 갖는다.
호웅간은 부두 의례에 사용되는 노래들을 전승하고 공동체를 유지하는 역할을 한다. 때때로 호웅간이 보코르(주술사)를 겸하기도 한다.